# Єва Гутовскі
Єва Марісоль Гутовські (також відома як «MyLifeasEva») — американська впливова користувачка YouTube і актриса з понад 11 мільйонами підписників на YouTube. Вона закінчила середню школу Бреє Олінди в Бреє, Каліфорнія. Вона також відвідувала Каліфорнійський державний університет у Фуллертоні. Вона посіла 4 місце в рейтингу цифрових зірок Variety's Famechangers. Люди назвали її найшвидше зростаючою зіркою YouTube. Вона також була включена до списку зірок соціальних мереж Billboard. У середині 2016 року вона зіграла саму себе, але отримала назву «Журналіст» у першому сезоні «Втеча з ночі» у головній ролі та ненадовго повернулася в пілотному епізоді другого сезону. Вона є автором книги про спосіб життя та порад під назвою «Моє життя як Єва: боротьба реальна». Вона також знялася у вебсеріалі YouTube Red під назвою «Я і моя бабуся», прем'єра якого відбулася на каналі Гутовської на Youtube 22 березня 2017 року.
У серпні 2017 року MTV оголосив, що Гутовські приєднається до оновленого Total Request Live як частина ротаційного кореспондента в соціальних мережах разом із іншими YouTube-берами, Габбі Ханною та Джіджі Горджеус.
У 2019 році вона з'явилася в рекламі PETA, протестуючи проти морських парків, які тримають ссавців та інших тварин ув'язненими в танках.
У 2020 році вона з'явилася в сегменті «Ми, люди» на національному з'їзді Демократичної партії 2020 року зі своїм батьком.

## Особисте життя
Гутовські має афроамериканське, німецьке, ірландське, польське та пуерториканське походження.
Гутовські є веганкою і каже, що їй подобається готувати самостійно, тому що «я знаю, що все, що я вкладаю в те, що я готую, є здоровим».
У вересні 2016 року Гутовські оголосила себе бісексуальною перед своїми шанувальниками на своїй платформі Twitter. Далі вона сказала: «Я сама готова закохатися в когось, незалежно від того, ким вони в кінцевому підсумку будуть, і були з 12 років. Хлопчик чи дівчина».
У серпні 2018 року Гутовські оголосила в Twitter, що її автомобіль заїхала жінка, яка писала повідомлення під час руху. Єва сказала, що її не було в машині, але жінку відправили в лікарню, а через 3 місяці її машину відремонтували.
У 2021 році Єва почала випускати музику під своїм середнім ім'ям Марісоль. Її першим синглом був Hawaii.

## Фільмографія
| Рік  | Назва                      | Роль             | Примітки                                  |
| ---- | -------------------------- | ---------------- | ----------------------------------------- |
| 2015 | Як вижити в середній школі | Єва              | Головна роль (6 епізодів)                 |
| 2016 | Втеча від ночі             | Журналіст        | Головна роль (10 епізодів)                |
| 2016 | Трубкочуд                  | Себе             | Епізод: Control (Plus) Alt (Plus) Escape! |
| 2017 | Я і моя бабуся             | Джейні Скалецькі | Головна роль (6 епізодів)                 |
| 2018 | Всю ніч                    | Ліссей           | Головна роль (10 епізодів)                |
| 2019 | Як пережити розрив         | Єва              | Головна роль (6 епізодів)                 |